# Eréndira Araceli Paz Campos

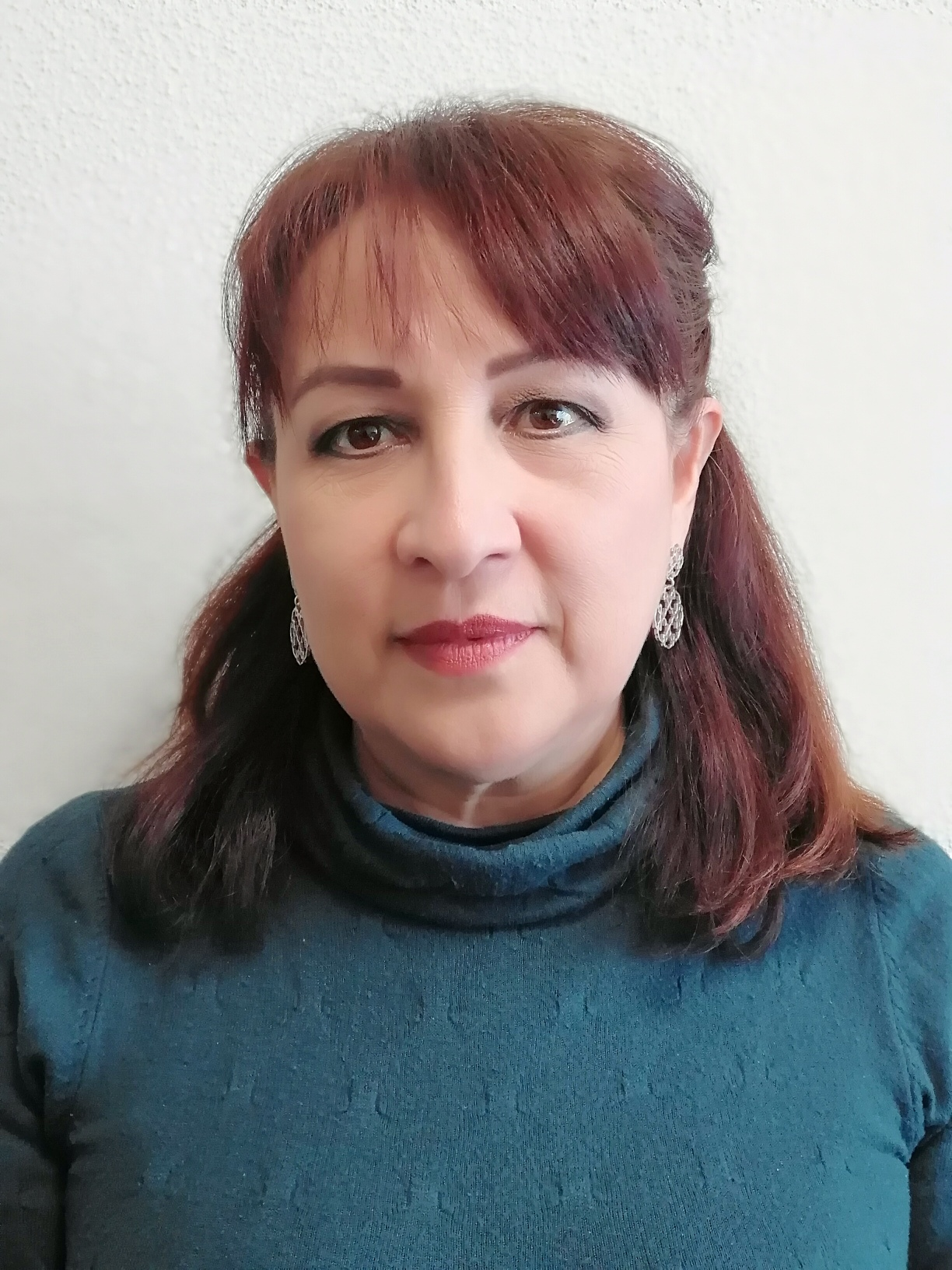
Eréndira Araceli Paz Campos, vor 2019

Eréndira Araceli Paz Campos (* 17. Februar 1961 in Mexiko-Stadt) ist eine mexikanische Botschafterin.
Eréndira Araceli Paz Campos studierte internationale Beziehungen an der Universidad Nacional Autónoma de México und als erste Frau Master der Militärverwaltung am Colegio de la Defensa Nacional. Sie studierte Master der Vor- und Grundschulbildung an der Escuela Nacional de Maestros. Sie trat 1984 in den auswärtigen Dienst und hatte 2005 den Dienstrang einer Gesandten erreicht. Von 1990 bis 1991 wurde sie in der Secretaría de Relaciones Exteriores (SRE) als Assessorin mit multinationalen Angelegenheiten und den Beziehungen zu Europa, Asien, Afrika und dem mittleren Osten beauftragt. Von 1991 bis 1996 war sie in Genf bei den dort ansässigen Büros der Vereinten Nationen. Von 1996 bis 1998 war sie Referentin in der Personalverwaltung des SRE. Von 1999 bis 2001 war sie am Konsulat in McAllen, Texas. Von 2001 bis 2003 war sie Referentin in der Abteilung Lateinamerika und Karibik im SRE und leitete die Abteilung Vereinte Nationen. In ihrer Vorstellung beim Senat anlässlich der Bestätigung ihrer Ernennung zur Botschafterin auf den Philippinen gab Eréndira Araceli Paz Campos einen Überblick über die Geschichte der Beziehungen zwischen Mexiko und den Philippinen. in der Darstellung zeigte sie auf, dass in der Kolonialzeit Mexiko und Philippinen zum Vizekönigreich Neuspanien gehörten.
Am 7. August 2007 wurde Botschaftsbesetzung in Manila wie folgt beschrieben:
- Stellvertreter der Botschafterin: José del Carmen Oramas Cadena, Ehefrau: Alejandra Xin Xu de Oramas;
- Konsul: Miguel Angel George Cruz, Ehefrau: Ana Leticia Burgos Martinez;
- Verwaltungskoordinator: Juan Cerda Benitez Ehefrau: Letecia Tiguman Cerda;

Im Mai 2010 leitete Eréndira Araceli Paz Campos die Abteilung Organismos Económicos Regionales y Multilaterales in der SRE.
| Vorgänger             | Amt                                                              | Nachfolger                 |
| --------------------- | ---------------------------------------------------------------- | -------------------------- |
| Enrique Hubbard Urrea | mexikanischer Botschafter in Manila 20. August 2005 bis Mai 2010 | Tomas Javier Calvillo Unna |